# Академічна хорова капела Українського радіо

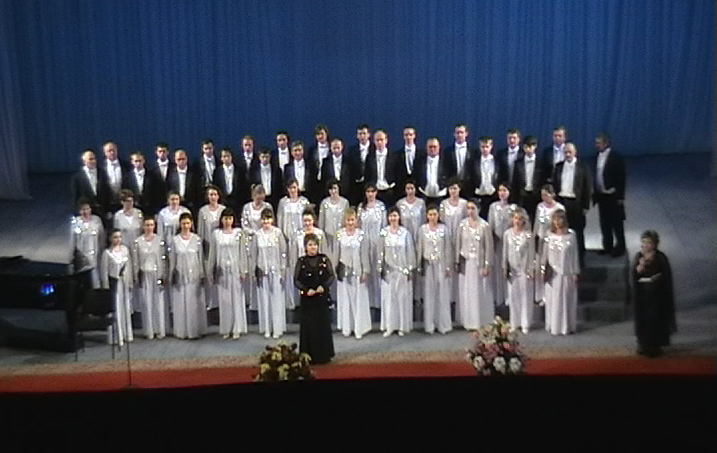
Академічна хорова капела Українського радіо

Академічна хорова капела Українського радіо (Хор Українського радіо, Академічний хор ім. Платона Майбороди, Хор радіо) —  радіоансамбль Українського радіо. Заснований у 1932 році.

## Персоналії
Історія колективу пов'язана із іменами  українських хорових диригентів ХХ-XXI сторіч: Г. Таранова, О. Міньківського, В. Мінька, Ю. Таранченка, Г. Куляби, В. Мальцева, П. Муравського, В. Скоромного. Створені за роки їх діяльності в колективі високі художні традиції, ідеали, професійна виконавська школа стали гордістю незалежної країни, її національним мистецьким надбанням. З 2010 року художнім керівником та головним диригентом Академічного хору Українського радіо є Юлія Ткач.

## Діяльність
За 80 років існування колективом створена унікальна колекція записів, що є «Золотим фондом» України. До колекції увійшли твори В. А. Моцарта, Л. Бетховена, Дж. Верді, Й. Брамса, П. Чайковського, С. Рахманінова, Д. Шостаковича, Б. Лятошинського, Д. Бортнянського, М. Березовського, Є. Станковича, Л. Дичко тощо. Хором записано музику до кінофільмів та видано компакт-диски.
Фондові записи Академічний хор здійснює у Великій студії Будинку звукозапису Українського радіо.
Хор Українського радіо веде активну концертно-просвітницьку діяльність.
За час його майже вікової діяльності відбулося декілька тисяч концертних виступів в найпрестижніших залах України та Європи. Учасник багатьох фестивалів: «КиївМузикФест», «Музичні Прем'єри сезону» (Київ), «Прокоф'євська весна» (Донецьк), «Стравінський і Україна» (Луцьк) та інших. Колектив гастролює у Польщі, Угорщині, Франції, Італії, Іспанії, Югославії, Німеччині, Голландії.
В 2015 році став призером міжнародного хорового конкурсу та учасником фестивалю в місті Бялосток-Хайнувка в Польщі.